# LCC Istanbul

Eingang des LCC Istanbul, fotografiert 2013

Das LCC Istanbul (Language and Culture Center) wurde 1961 als staatliche Ausbildungsstätte für Kunst in der Türkei gegründet. Die in Istanbul ansässige Institution war  u. a. eine Theaterschule. An ihr lehrten renommierte Künstler wie Muhsin Ertuğrul und Haldun Taner.
Eine Ausbildung am LCC galt als hohe Qualifizierung insbesondere für eine Theatergründung in der Türkei. Zahlreiche berühmte türkische Theaterschaffende, aber auch Prominente anderer Kunstrichtungen, haben ihre Ausbildung hier erhalten; im deutschen Kulturbetrieb erlangte Erdal Merdan gewisse Bekanntheit.
Heute ist das LCC privatisiert und widmet sich weiterhin verschiedenen Bereichen der Kunst und Kultur, Theaterausbildung findet dort jedoch nicht mehr statt.

## Weblink
- https://www.lcc.com.tr/

Koordinaten: 41° 2′ 55,5″ N, 28° 59′ 34,3″ O